# Імстичівський монастир
Імстичівський монастир — монастир у селі Імстичово Іршавського району Закарпатської області чину Василіян (нині — Мукачівська греко-католицька єпархія). Заснований у другій половині XVII ст.
Виникнення цієї обителі пов'язано із діяльністю православного єпископа Йоанікія Зейкана, останнього православного Мукачівського єпископа († 1686 р.). Першою згадкою про заснування монастиря є дарча грамота пана Улашина від 16 червня 1654 р. Із згаданої грамоти можна зробити висновок, що Імстичівський монастир існував у 1654 р., а можливо й раніше.

## Історичні факти

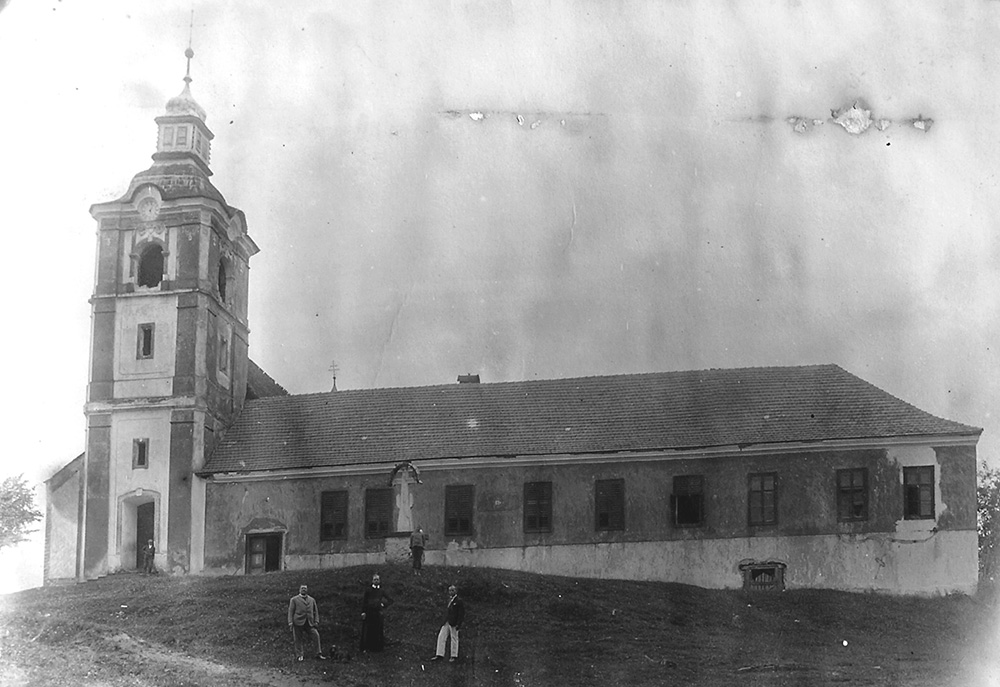
Імстичівський монастир — 1930-і рр.

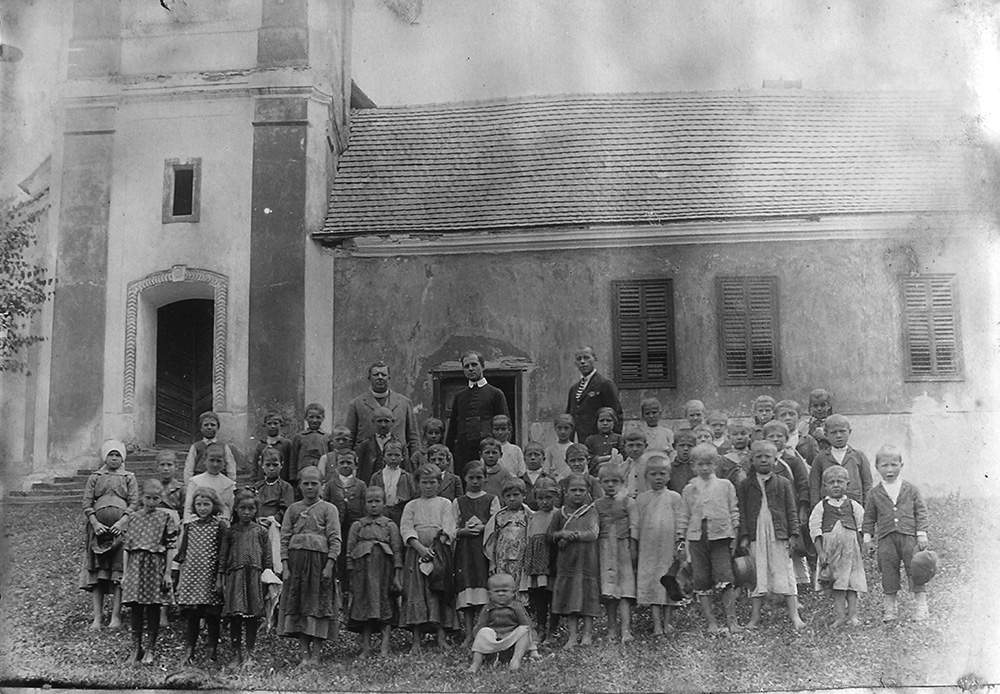
Імстичівський монастир — 1930-і рр.

Існують фактичні підтвердження значного розвитку господарства обителі вже на ранніх етапах її діяльності.
У другій половині XVII ст., монастир мав досить добре господарське становище, володів значними територіями, які через дарування продовжували збільшуватись, а також, певними грошовими ресурсами, які навіть давав у позику.
Важливою подією для обителі було юридичне підтвердження маєтків, яке виклопотав Йоан Мстицеї, у грамоті від 10 лютого 1676 р. Цей документ, деякі історики вважають початком заснування монастиря.
В історичному документі «Грамота жупного собрания Бережской жупы об утверждении завещания дворянина Йоанна Мистицеи о передаче земли Имстичевскому монастырю» згадується, що на похоронах Йоанікія Зейкана у 1686 р., був присутній мукачівський настоятель ієромонах Методій Раковецький; тут-таки повідомляється про обрання нового ігумена ієромонаха Дорофея та ще трьох отців даного монастиря — оо. Атанасія, Теодосія та Йоанікія. На основі цього документу, можна зробити висновок про значний розвиток Імстичівського монастиря, який мав достатній кількісний склад та володів маєтками. Доходи монастиря збільшувалися за рахунок оренди майна.

## Провінція Василіянського Чину
У 1733 році, відбулася спроба об'єднати закарпатські монастирі в одну Провінцію. Внаслідок цього, ігумени усіх монастирів, в тому числі й Імстичівський, признали «законное послушаніе» ігуменові Мукачівського монастиря, який був зобов'язаний їхні монастирі «ведлуг регули святой − посипати и о них попеченіе мати». Так, першим Протоігуменом став тодішній ігумен Святомиколаївського монастиря на Чернечій горі, о. Григорій Булко ЧСВВ († 1742), від якого властиво починається список Василіянських Протоігуменів на Закарпатті. Таким чином, Імстичівський монастир вже не існував сам-по-собі, а став приналежним до Провінції Василіянського Чину, яка об'єднувала усі монастирі на Закарпатті.
В інвентарному описі за 1756 р. зазначено, що ігуменом в Імстичівському монастирі був о. Боніфацій Грецула, крім нього тут жили ще 5 монахів, а сам монастир мав досить велике господарство.
При Імстичівському монастирі існувала також початкова школа, а викладали там Йоанікій Зейкан та Арсеній Коцак. О. Арсеній створив слов'яно-руську граматику, яку і викладав, будучи професором в різних монастирях, зокрема у Імстичівському.
За особовим переписом у 1775 р., ігуменом у Імстичівському монастирі був о. Гавриїл Бачинський, а монахів налічувалося дев'ять осіб.

## Офіційний статус
Важливою подією було надання монастирю офіційного статусу за рішенням церковного конвенту від 1779 р.
Існує детальний опис Імстичівського монастиря за 1865 р. На той час тут знаходилося 5 монахів і вдвічі більше прислуги. Церква св. Архістратига Михаїла була збудована з каменю ще у 1798 р.; кам'яний монастир побудовано ще раніше — у 1773 р.; маюрня для прислуги, збудована у 1843 р., складалася з двох будинків; господарські прибудови для тварин споруджувалися разом з маюрнею. Монахи мали город, 10 вуликів бджіл, виноградник та сад із різними плодовими деревами. Крім того, монастир володів млином, що був зданий в оренду за відповідну плату. Церковний інвентар монастирської церкви був досить обширний, а літургійні книги становили стандартний набір, який необхідний для відправлення усіх богослужінь. Особливо тут було розвинуте тваринництво — у великій кількості утримувались: коні, воли, корови, вівці, барани, кози, ягнята, свині. Відомо про забезпечення і господарським інвентарем — вози, плуги, борони, сокири, коси. З опису зрозуміло, що Імстичівський монастир мав достатньо споруд і господарство, яке приносило великі прибутки.

## Занепад та реформа Василіян
Внаслідок загального занепаду Василіянського Чину на Закарпатті, настав занепад і в Імстичівському монастирі. Щодо економічного занепаду, то станом на 1896 р., Імстичівський монастир мав боргів на суму 1800 форинтів. Згідно з договору купівлі-продажу від 19 липня 1899 р. у с. Кішфалуд було продано нерухомість Імстичівського кляштору Естері Шенфелд. За рішенням відповідних органів 9 січня 1900 р., власність обителі остаточно закріплювалась за новим власником.
Занепад також настав і в духовному житті ченців та у їхній діяльності. Такий стан монашого життя, запанував у цілій Австрійській імперії. Тому для піднесення чернечої карності 1852 р. Папа Пій IX наказав провести канонічну візитацію усіх монаших Чинів і Згромаджень імперії.
У 1903 р. було прийнято постанову про необхідність проведення реформи чернечого життя у Провінції. Імстичівський монастир був одним з останніх, у якому було проведено реформу. Він продовжував виконувати свої релігійні функції, але перебував у вкрай занедбаному стані.
24 вересня 1931 р. о. Гліб Кінах ЧСВВ, за дорученням Протоархімандрита Діонізія Ткачука ЧСВВ і згодою протоігумена о. Йоакима Хоми ЧСВВ, дав розпорядження о. Петру Булику ЧСВВ перейняти Імстичівський монастир. Перебирання обителі відбулося 26 вересня 1931 р. Настоятелем монастиря став о. Петро Котович ЧСВВ.

## Монастир в часи Карпатської України
У 1939 році, Карпатська Україна була остаточно окупована угорцями. Внаслідок цього, змінилось становище василіанських монастирів на у краї. Проукраїнськи налаштовані монахи-василіяни, стали об'єктом переслідування окупантів, які захопили державу.
Першим на черзі у розправі, став Імстичівський монастир, де нібито тримали січовиків. 18 березня 1939 р. було обстріляно монастир, хоча ні зброї, ні тим більше січовиків там не було. Настоятель о. Петро Котович перейшов у Мукачівський монастир і 20 квітня переїхав до Югославії, а ігуменом у Імстичеві було призначено нереформованого о. Мефодія Кралицького.
У той час на Закарпатті було створено «Провінцію Василіанського Чину Св. Йосафата в Угорщині», яка була розділена на своєрідні самоврядні віце-провінції — угорську, руську та румунську. Імстичівський монастир став приналежним до руської гілки (Coetus monasteriorum ruthenorum), яку очолював о. Антоній Мондик ЧСВВ. Настоятелем монастиря тоді був о. Іван Сідей ЧСВВ, а монаша спільнота складалася із шести осіб.

## Монастир за часів СРСР
На початку 1945 року, Угорщина була окупована радянськими військами. Монастирі поодиноких національних груп Василіянської Провінції в Угорщині стали знову поділені політичними кордонами. Імстичівський монастир опинився на території Радянської України і в скорому часі, як і всі інші василіанські монастирі на Закарпатті, став об'єктом переслідування з боку Радянської влади.
Метою тогочасної політики було знищення греко-католицької Церкви. Проводилась масова ліквідація і закриття усіх василіанських монастирів. Основними причинами закриття вказувалося «наближення до кордонів та вороже ставлення до Радянської влади». Щоправда, Імстичівський монастир в той період, відіграв своєрідну роль для місцевих василіян. Він був закритий останнім, а отже — залишався єдиним пристановищем для усіх монахів-василіян на Закарпатті.
Після закриття інших монастирів, всіх василіян, яких нараховувалося тоді 47 осіб, розмістили в існуючому ще Імстичівському монастирі. Настав період, коли він став тимчасовою тюрмою для ченців, адже більшість з них, було вивезено звідти до карних таборів.
Уповноважений у справах релігійних культів при Раді Міністрів УРСР Петро Вільховий, 13 серпня 1949 р. дав розпорядження своєму підлеглому в Закарпатській області Миколі Распутьку, вивчати діяльність монахів у Імстичівському монастирі. І вже 29 вересня 1949 р., Микиті Хрущову були направлені пропозиції про необхідність закриття останнього монастиря. Про закриття обителі йшлося також 15 листопада 1949 р., коли Уповноважений Петро Вільховий повідомив Уповноваженого Михайла Распутька про недоцільність передавати монастир православній громаді, а віддати сусідньому селу для відкриття там семирічної школи.
У квітні 1950 р. було остаточно закрито монастир в Імстичеві. Уповноважений в справах РПЦ в Закарпатській області Антон Шерстюк, інформував вище владне керівництво, що із закриттям Імстичівського монастиря успішно відбулась «самоліквідація» останнього форпосту греко-католицької Церкви на Закарпатті.
Із закриттям Імстичівського монастиря було ліквідовано останній, активно діючий осередок греко-католицької Церкви не лише на Закарпатті, а й в Україні загалом.
Щоправда, після офіційного закриття монастиря, деякі монахи не покинули обитель в Імстичеві. Надсилалися прохання до Уповноваженого у справах релігійних культів при Раді міністрів СРСР по Закарпатській області відновити діяльність монастиря, але відповідь була одна — відкрити не можна, оскільки греко-католицька Церква «об'єдналася» з православною.
Після відмови ігумена Імстичівського монастиря о. Івана Сідея покинути монастир і перейти у православ'я, його було заарештовано за «самогоноваріння». Закарпатський обласний суд засудив його на 3 роки позбавлення волі. Довгий час він працював у таборі ГУЛАГу в м. Запоріжжя на каменоломні. Там із ним трапився прикрий інцидент — поїзд відрізав йому ногу. Після лікування повернувся на Закарпаття і проводив підпільну душпастирську роботу.
Церква і будівлі монастиря визнані пам'яткою архітектури національного значення (№ 1124).

## Легалізація та відновлення
Після легалізації греко-католицької Церкви, монастир у Імстичеві відновив свою діяльність. Василіянам було повернуто монастирську церкву і частину монастирського корпусу. Однак більшу частину монастиря займала допоміжна школа-інтернат, розміщена тут за часів Радянського Союзу.
У 2009 році було відновлено Василіянську Провінцію св. Миколая, у склад якої входить Імстичівський монастир.
Цього ж року, 17 липня, отці і брати Імстичівського монастиря, після попереднього попередження Протоігуменом усіх необхідних державних установ, перебрали від Імстичівської школи-інтернат усе майно, що належало монастирю раніше, зокрема − монастирські приміщення, які школа використовувала як спальний корпус для учнів.